# Красноярский район (Самарская область)
Красноя́рский райо́н — административно-территориальная единица (район) и муниципальное образование (муниципальный район) на севере Самарской области России. Один из крупнейших районов области по населению и территории.
Административный центр — село Красный Яр. В районе три поселка городского типа -  Мирный, Новосемейкино и Волжский.

## География
Площадь района — 2310 км². Основные реки — Сок, Кондурча, Волга.
Имеет границы с Волжским, Ставропольским, Кинельским, Кинель-Черкасским, Елховским и Сергиевским районами Самарской области. Район полностью находится на левобережье Волги, в Заволжье, находится к северо-востоку от Самарской Луки. Основной добываемый ресурс - нефть.

## История
Территория района был заселена еще в доисторические времена. После Золотой Орды край был присоединен к Казанскому ханству, а в 16 веке стал частью Российского государства. В 18 веке была построена Красноярская крепость, впоследствии выросшая в село Красный Яр. До революции территория района входила в состав Самарского уезда.
Постановлением ВЦИК от 20 октября 1933 года были переданы Знаменский, Лазовский и Ивановский сельсоветы, за исключением селений Мешковского, Игумнова и Ново-Васильевки, из Красноярского района в Сергиевский район.
Район образован 16 июля 1965 года.

## Население
| 2002    | 2008    | 2010    | 2011    | 2012    | 2013    | 2014    | 2015    | 2016    |
| ------- | ------- | ------- | ------- | ------- | ------- | ------- | ------- | ------- |
| 55 027  | ↘51 884 | ↗54 497 | ↘54 461 | ↗54 595 | ↗54 650 | ↗54 849 | ↗55 108 | ↗55 869 |
| 2017    | 2018    | 2019    | 2020    | 2021    |         |         |         |         |
| ↗56 492 | ↗57 226 | ↗57 629 | ↘57 570 | ↘56 926 |         |         |         |         |

### Урбанизация
В городских условиях (пгт Волжский, Мирный и Новосемейкино) проживают  44,19 % населения района.

### Национальный состав
Преобладают русские (84,5 %); есть татары, мордва, казахи, чуваши, украинцы.

## Муниципально-территориальное устройство
В муниципальный район Красноярский входят 13 муниципальных образований, в том числе 3 городских поселения и 10 сельских поселений:
| №  | Муниципальное образование           | Административный центр | Количество населённых пунктов | Население | Площадь, км2 |
| -- | ----------------------------------- | ---------------------- | ----------------------------- | --------- | ------------ |
| 1  | городское поселение Волжский        | пгт Волжский           | 1                             | ↘7727     | 5,43         |
| 2  | городское поселение Мирный          | пгт Мирный             | 1                             | ↗7246     | 9,62         |
| 3  | городское поселение Новосемейкино   | пгт Новосемейкино      | 4                             | ↗11 249   | 89,22        |
| 4  | сельское поселение Большая Каменка  | село Большая Каменка   | 8                             | ↘1118     | 160,12       |
| 5  | сельское поселение Большая Раковка  | село Большая Раковка   | 8                             | ↘1834     | 165,71       |
| 6  | сельское поселение Коммунарский     | посёлок Коммунарский   | 9                             | ↗1647     | 249,28       |
| 7  | сельское поселение Красный Яр       | село Красный Яр        | 14                            | ↘11 468   | 324,50       |
| 8  | сельское поселение Новый Буян       | село Новый Буян        | 8                             | ↗3664     | 300,65       |
| 9  | сельское поселение Светлое Поле     | посёлок Светлое Поле   | 13                            | ↘4833     | 378,29       |
| 10 | сельское поселение Старая Бинарадка | село Старая Бинарадка  | 2                             | ↗670      | 119,75       |
| 11 | сельское поселение Хилково          | село Хилково           | 7                             | ↗2396     | 280,48       |
| 12 | сельское поселение Хорошенькое      | село Хорошенькое       | 15                            | ↗2104     | 237,99       |
| 13 | сельское поселение Шилан            | село Шилан             | 3                             | ↗970      | 111,96       |

### Населённые пункты
В Красноярском районе 93 населённых пункта.
| №  | Населённый пункт   | Тип     | Население | Муниципальное образование           |
| -- | ------------------ | ------- | --------- | ----------------------------------- |
| 1  | Белозерки          | село    | 1440      | сельское поселение Красный Яр       |
| 2  | Большая Каменка    | село    | ↘814      | сельское поселение Большая Каменка  |
| 3  | Большая Левшинка   | деревня | 29        | сельское поселение Большая Каменка  |
| 4  | Большая Раковка    | село    | 744       | сельское поселение Большая Раковка  |
| 5  | Булак              | посёлок | 125       | сельское поселение Хилково          |
| 6  | Васильевка         | посёлок | 4         | сельское поселение Большая Раковка  |
| 7  | Верхняя Солонцовка | деревня | 13        | сельское поселение Красный Яр       |
| 8  | Ветлянка           | село    | 42        | сельское поселение Светлое Поле     |
| 9  | Висловка           | деревня | 73        | сельское поселение Светлое Поле     |
| 10 | Водино             | село    | 208       | городское поселение Новосемейкино   |
| 11 | Водный             | посёлок | 6         | сельское поселение Красный Яр       |
| 12 | Волжский           | пгт     | ↘7727     | городское поселение Волжский        |
| 13 | Вулкан             | посёлок | 8         | сельское поселение Хилково          |
| 14 | Городцовка         | посёлок | 292       | сельское поселение Светлое Поле     |
| 15 | Горьковский        | посёлок | 38        | сельское поселение Новый Буян       |
| 16 | Грачевка           | посёлок | 33        | сельское поселение Хорошенькое      |
| 17 | Гундоровка         | посёлок | 0         | сельское поселение Большая Раковка  |
| 18 | Дубки              | посёлок | 178       | городское поселение Новосемейкино   |
| 19 | Дубовая Роща       | посёлок | 8         | сельское поселение Новый Буян       |
| 20 | Екатериновка       | село    | 418       | сельское поселение Светлое Поле     |
| 21 | Екатериновка       | деревня | 204       | сельское поселение Хилково          |
| 22 | Елшанка            | посёлок | 3         | сельское поселение Коммунарский     |
| 23 | Жареный Бугор      | посёлок | 237       | сельское поселение Светлое Поле     |
| 24 | Заглядовка         | село    | 92        | сельское поселение Светлое Поле     |
| 25 | Заря               | посёлок | 4         | сельское поселение Коммунарский     |
| 26 | Заря               | посёлок | 4         | сельское поселение Старая Бинарадка |
| 27 | Ильинка            | посёлок | 0         | сельское поселение Хорошенькое      |
| 28 | Калиновка          | село    | 318       | сельское поселение Коммунарский     |
| 29 | Калмыковка         | посёлок | 23        | сельское поселение Большая Раковка  |
| 30 | Киндяково          | село    | 80        | сельское поселение Светлое Поле     |
| 31 | Кириллинский       | посёлок | 10        | сельское поселение Красный Яр       |
| 32 | Колодинка          | село    | 485       | сельское поселение Светлое Поле     |
| 33 | Кольцовка          | деревня | 2         | сельское поселение Шилан            |
| 34 | Коммунарский       | посёлок | 881       | сельское поселение Коммунарский     |
| 35 | Кондурчинский      | посёлок | 42        | сельское поселение Красный Яр       |
| 36 | Конезавод          | посёлок | 390       | сельское поселение Хорошенькое      |
| 37 | Кочкари            | посёлок | 39        | сельское поселение Красный Яр       |
| 38 | Краково            | село    | 28        | сельское поселение Хилково          |
| 39 | Красный Городок    | посёлок | 563       | сельское поселение Большая Раковка  |
| 40 | Красный Яр         | село    | ↗8185     | сельское поселение Красный Яр       |
| 41 | Кривое Озеро       | село    | 173       | сельское поселение Хорошенькое      |
| 42 | Лебяжинка          | посёлок | 3         | сельское поселение Хорошенькое      |
| 43 | Линевый            | посёлок | 29        | сельское поселение Коммунарский     |
| 44 | Линевый            | посёлок | 40        | сельское поселение Красный Яр       |
| 45 | Лопатино           | село    | 357       | сельское поселение Хорошенькое      |
| 46 | Лужки              | посёлок | 8         | сельское поселение Хорошенькое      |
| 47 | Малая Каменка      | село    | 368       | сельское поселение Красный Яр       |
| 48 | Малая Раковка      | деревня | 0         | сельское поселение Большая Раковка  |
| 49 | Малая Тростянка    | посёлок | 11        | сельское поселение Хорошенькое      |
| 50 | Малая Царевщина    | село    | 792       | сельское поселение Светлое Поле     |
| 51 | Малиновка          | посёлок | 159       | сельское поселение Хилково          |
| 52 | Малиновый Куст     | деревня | 35        | сельское поселение Светлое Поле     |
| 53 | Мартышенка         | посёлок | 1         | сельское поселение Хорошенькое      |
| 54 | Маршанка           | посёлок | 7         | сельское поселение Хорошенькое      |
| 55 | Мирный             | пгт     | ↗7246     | городское поселение Мирный          |
| 56 | Михайловка         | село    | ↘125      | сельское поселение Новый Буян       |
| 57 | Молгачи            | село    | 621       | сельское поселение Светлое Поле     |
| 58 | Нижняя Солонцовка  | село    | 19        | сельское поселение Красный Яр       |
| 59 | Николаевка         | деревня | ↘8        | сельское поселение Новый Буян       |
| 60 | Новосемейкино      | пгт     | ↗10 185   | городское поселение Новосемейкино   |
| 61 | Новоурайкино       | деревня | ↘134      | сельское поселение Новый Буян       |
| 62 | Новый Буян         | село    | ↗3295     | сельское поселение Новый Буян       |
| 63 | Новый Городок      | посёлок | 13        | сельское поселение Большая Каменка  |
| 64 | Орешенка           | посёлок | 2         | сельское поселение Большая Каменка  |
| 65 | Песчановка         | посёлок | 6         | сельское поселение Хорошенькое      |
| 66 | Подлесный          | посёлок | 34        | сельское поселение Красный Яр       |
| 67 | Потаповка          | посёлок | 151       | сельское поселение Хорошенькое      |
| 68 | Раевка             | посёлок | 20        | сельское поселение Большая Каменка  |
| 69 | Рига               | посёлок | 51        | сельское поселение Новый Буян       |
| 70 | Русская Селитьба   | село    | 592       | сельское поселение Большая Раковка  |
| 71 | Светлое Поле       | посёлок | 1038      | сельское поселение Светлое Поле     |
| 72 | Светлый Ключ       | посёлок | 259       | сельское поселение Хорошенькое      |
| 73 | Светлый Луч        | посёлок | 19        | сельское поселение Коммунарский     |
| 74 | Сергеевка          | деревня | ↘4        | сельское поселение Новый Буян       |
| 75 | Соколинка          | посёлок | 12        | сельское поселение Большая Каменка  |
| 76 | Средняя Солонцовка | деревня | 34        | сельское поселение Красный Яр       |
| 77 | Старая Бинарадка   | село    | ↘524      | сельское поселение Старая Бинарадка |
| 78 | Старосемейкино     | село    | 541       | городское поселение Новосемейкино   |
| 79 | Старый Буян        | село    | 809       | сельское поселение Светлое Поле     |
| 80 | Студеный           | посёлок | 14        | сельское поселение Большая Каменка  |
| 81 | Сухолинка          | посёлок | 7         | сельское поселение Хорошенькое      |
| 82 | Тремасово          | село    | 217       | сельское поселение Большая Каменка  |
| 83 | Тростянка          | село    | 287       | сельское поселение Хилково          |
| 84 | Труд               | посёлок | 11        | сельское поселение Большая Раковка  |
| 85 | Трухмянка          | деревня | 1         | сельское поселение Красный Яр       |
| 86 | Угловой            | посёлок | 455       | сельское поселение Красный Яр       |
| 87 | Украинка           | посёлок | 73        | сельское поселение Коммунарский     |
| 88 | Хилково            | село    | 1422      | сельское поселение Хилково          |
| 89 | Хорошенькое        | село    | 568       | сельское поселение Хорошенькое      |
| 90 | Чапаево            | село    | 340       | сельское поселение Шилан            |
| 91 | Шилан              | село    | 647       | сельское поселение Шилан            |
| 92 | Яблоневый          | посёлок | 164       | сельское поселение Коммунарский     |
| 93 | Яровой             | посёлок | 130       | сельское поселение Коммунарский     |

## Экономика
Экономика ориентирована на сельскохозяйственное производство. Красноярский район специализируется на производстве зерна, подсолнечника, продукции животноводства. Производством сельхозпродукции занимаются 23 агропредприятия различного организационно-правового статуса и около 138 крестьянско-фермерских хозяйств. Среди крупных предприятий ООО КХ «Старобуянское», специализирующееся на выращивании садоводческой продукции, мукомольный завод ООО «Ладья» и ООО «Конезавод „Самарский“», занимающийся разведением племенных лошадей. Кроме этого, в районе ведётся добыча полезных ископаемых: нефти (300 скважин), строительного песка, щебня.

## Здравоохранение
В Красноярском районе работает:
Красный Яр - ГБУЗ Самарской области «Красноярская центральная районная больница».
Новосемейкино - Красноярская центральная районная больница, поликлиническое отделение № 2
Мирный - имеет собственную местную малую Поликлинику.
Волжский - Поликлиника №4

## Транспорт
Маршруты автобусов:
- 110: «ЦАВ Самара[19] — Мехзавод — Красный Яр».
- 113: «Барбошина поляна Самара — Мирный».
- 410 а: «ЦАВ Самара —

Новосемейкино».
- 406: "Барбошина поляна Самара - Управленческий- Волжский - Новый Буян"
- 392: «116 км — ЦАВ Самара — Управленческий — Волжский — Берёза».

Маршруты маршруток:
- 8: Новый Буян — Красный Яр

В Красноярском районе находится спортивный аэродром Красный Яр.